# Teorijska fizika
Teorijska fizika je grana fizike koja primjenjuje matematičke modele i apstrakcije fizičkih objekata i sistema da racionalizuje, objasni i predvidi prirodne pojave. Ona se razlikuje od eksperimentalne fizike, koja koristi eksperimentalne alate radi ispitivanja ovih pojava. Može se reći da je teorijska fizika je jedan od dva naučna metoda koji se koriste u fizici, pri čemu je drugi eksperimentalna fizika. Sama srž teorijske fizike je matematička fizika, iako se koriste i druge konceptualne tehnike kakva je na primer kompjuterska fizika. Pojedini fizičari smatraju kompjutersku fiziku za poseban naučni metod u okviru fizike kao nauke ali je često granicu između kompjuterske fizike i teorijske fizike teško povući.
Teorijska fizika sastoji se od mnoštva grana u koje spadaju sledeće grane fizike: klasična mehanika, termodinamika i statistička fizika, fundamentalna kvantna mehanika, teorija relativnosti, fizika visokih energija (teorija čestica i polja), nuklearna fizika, kosmologija, fizika kondenzovanog stanja materije, optika i atomska fizika, interdisciplinarna fizika... Predmet interesovanja eksperimentalne fizike su takođe ove iste grane međutim koristeći drugačiji metod - ogled naspram matematičkih modela korišćenih u teorijskoj fizici. U interdisciplinarnu fiziku spadaju: astrofizika, biofizika, ekonofizika, medicinska fizika, fizička hemija, kvantna informatika, itd.
Napredak nauke generalno zavisi od uzajamnog delovanja između eksperimentalnih proučavanja i teorije. U nekim slučajevima, teorijska fizika se pridržava standarda matematičke strogosti dok daje manju težinu eksperimentima i posmatranjima. Na primer, prilikom razvoja posebne teorije relativnosti, Albert Ajnštajn se bavio Lorencovim transformacijama koje je ostavljaju Maksvelove jednačine invarijantnim, ali je bio očigledno nezainteresiran za Majkelson—Morlijeve eksperimente u vezi plutanja planete Zemlje kroz etar. S druge strane, Ajnštajn je dobio Nobelovu nagradu za objašnjavanje fotoelektričnog efekta, prethodno eksperimentalnog rezultata kojem je nedostajala teoretska podloga.

## Pregled
Fizička teorija je model fizičkih događaja. Procenjuje se po meri u kojoj se njene pretpostavke slažu sa empirijskim opservacijama. Kvalitet fizičke teorije se procenjuje takođe prema njenim sposobnostima da napravi nova predviđanja koja mogu biti proverena novim opservacijama. Fizička teorija se razlikuje od matematičkih teorema po tome što iako su obe zasnovane na nekom obliku aksioma, procena matematičke primenjivosti nije zasnovana na prihvatanju bilo kakvih eksperimentalnih rezultata. Fizička teorija slično odstupa od matematičke teorije, u smislu da reč „teorija” ima različito značenje u matematičkim pojmovima.
Fizička teorija uključuje jednu ili više veza između različitih merljivih količina. Arhimed je shvatio da brod plovi potiskivanjem svoje mase od vode, a Pitagora je shvatio vezu između dužine vibriranja žice i muzičkog tona koji proizvodi. Ostali primeri navode entropiju kao meru nesigurnosti vezano za pozicije i kretanja nevidljivih čestica i kvantnomehaničku ideju da (rad i energija nisu neprekidno promenjivi.
Teorijska fizika se zasniva na nekoliko različitih pristupa. U tom pogledu, teorijska fizika čestica oblikuje dobar primer. Na primer: "fenomenologisti" mogu primeniti (polu-) empirijske formule da ostvare slaganje sa eksperimentalnim rezultatima, često bez dubljeg fizičkog shvatanja. „Modeleri” (takođe zvani „gratilji modela”) često se pojavljuju prevashodno kao fenomenologisti, ali pokušavaju da modeluju spekulativne teorije koje imaju određene željene osobine (pre nego eksperimentalne podatke), ili primenjuju tehnike matematičkog modelovanja na fizičke probleme. Postoje neki pokušaji da se kreiraju približne teorije, zvane efektivne teorije, jer potpuno razvijene teorije mogu biti označene kao nerešive ili prekomplikovane. Drugi teoretičari mogu da pokušaju da objedine, formaliziraju, reinterpretiraju ili generaliziraju postojeće teorije, ili da naprave potpuno nove teorije. Ponekad vizija koju pružaju čisto matematički sistemi može da pruži naznake kako se može modelovati fizički sistem, npr. shvatanje, zahvaljujući Rimanu i drugima, da sam prostor može da bude zakrivljen. Teorijski problemi koji zahtevaju kompjutersku istragu često su predmet računarske fizike.
Teorijski napredak može se sastojati od izdvajanja starih, pogrešnih paradigmi (npr. etarska teorija širenja svetlosti, kalorijska teorija toplote, spaljivanje koje se sastoji od evoluirajućeg flogistona, ili astronomska tela koja se vrte oko Zemlje) ili mogu biti alternativni model koji daje odgovore koji su precizniji ili šire primenljivi. U ovom drugom slučaju, neophodno je načelo korespondencije da bi se povratio prethodno poznati rezultat. Ponekad napredak može da se odvija na različite načine. Na primer, u suštini ispravnoj teoriji možda trebaju neke konceptualne ili činjenične revizije; atomska teorija, koja je prvi put postavljena pre nekoliko milenijuma (u vidu atomizma koji je postuliralo nekoliko mislioca u Grčkoj i Indiji) i teorija dvofluidne struje, dva su takva slučaja. Međutim, izuzetak od svega gore navedenog je dualnost talasa i čestica, teorija koja kombinuje aspekte različitih, suprotnih modela preko Borovog principa komplementarnosti.
Fizičke teorije postaju prihvaćene ako imaju sposobnost formulisanja ispravnih predviđanja i ako da ne daju (ili daju samo mali broj) netačnih predviđanja. Teorija treba da ima, barem kao sekundarni cilj, izvesnu ekonomiju i eleganciju (u smislu matematičke lepote), pojam koji se ponekad naziva „Okamovom britvom” po engleskom filozofu iz 13. veka, Vilijamu Okomskom, prema kome je poželjnija jednostavnija od dve teorije koje opisuju istu materiju jednako adekvatno (mada konceptualna jednostavnost može značiti matematičku složenost). One takođe imaju veću verovatnoću prihvaćanja ako povezuju širok spektar fenomena. Testiranje posledica teorije je deo naučne metode.
Fizičke teorije se mogu svrstati u tri kategorije: glavne teorije, predložene teorije i granične teorije.

## Glavne teorije
Glavne teorije (nekad se označavaju i kao središnje teorije) predstavljaju celinu znanja, kako činjeničnog tako i naučnih pogleda, a poseduje i uobičajeni naučni kvalitet testova kroz ponavljanje, doslednosti sa postojećom dobro-uspostavljenom naukom i eksperimentima. Postoje glavne teorije koje su generalno prihvaćene teorije zasnovane u potpunosti prema njihovim efektima objašnjavajući veliki opseg podataka, iako su njihovo otkrivanje, objašnjavanje i mogući sastav predmeti debate.

### Primeri
- Termodinamika crne rupe
- Klasična mehanika
- Fizika kondenzovane materije (uključujući fiziku čvrste materije i elektronsku strukturu materijala)
- Konzervacija energije
- Mračna energija
- Crno telo
- Dinamika
- Elektromagnetizam
- Teorija polja
- Dinamika fluida
- Generalna relativnost
- Fizika čestica
- Fizička kosmologija
- Kvantna hromodinamika
- Kvantni računar
- Kvantna elektrohemija
- Kvantna elektrodinamika
- Kvantna teorija polja
- Kvantna hromodinamika
- Kvantna mehanika
- Kvantna gravitacija
- Mehanika čvrste materije
- Specijalna relativnost
- Standardni model
- Statistička mehanika
- Termodinamika
- Teorija perturbacija
- Teorija haosa

## Istaknuti teorijski fizičari
Poznati teorijski fizičari uključuju:
- Galileo Galilej (1564–1642)
- Kristijan Hajgens (1629–1695)
- Isak Njutn (1643–1727)
- Leonard Ojler (1707–1783)
- Žozef Luj Lagranž (1736–1813)
- Pjer Simon Laplas (1749–1827)
- Žozef Furije (1768–1830)
- Nikolas Leonard Sadi Karno (1796–1842)
- Vilijam Rouan Hamilton (1805–1865)
- Rudolf Klauzijus (1822–1888)
- Džejms Klerk Maksvel (1831–1879)
- Džosaja Vilard Gibs (1839–1903)
- Ludvig Bolcman (1844–1906)
- Hendrik Anton Lorenc (1853–1928)
- Anri Poenkare (1854–1912)
- Nikola Tesla (1856–1943)
- Maks Plank (1858–1947)
- Albert Ajnštajn (1879–1955)
- Milutin Milanković (1879–1958)
- Emi Neter (1882–1935)
- Maks Born (1882–1970)
- Nils Bor (1885–1962)
- Ervin Šredinger (1887–1961)
- Luj de Broj (1892–1987)
- Satjendra Nat Boze (1894–1974)
- Volfgang Pauli (1900–1958)
- Enriko Fermi (1901–1954)
- Verner Hajzenberg (1901–1976)
- Pol Dirak (1902–1984)
- Judžin Vigner (1902–1995)
- Robert Openhajmer (1904–1967)
- Šiničiro Tomonaga (1906–1979)
- Hideki Jukava (1907–1981)
- Džon Bardin (1908–1991)
- Lav Landau (1908–1967)
- Anatoli Vlasov (1908–1975)
- Nikolaj Bogoljubov (1909–1992)
- Subramanijan Čandrasekar (1910–1995)
- Ričard Fajnman (1918–1988)
- Džulijan Švinger (1918–1994)
- Feza Gursej (1921–1992)
- Čen-Ning Jang (1922– )
- Friman Dajson (1923– )
- Gunar Kalen (1926–1968)
- Abdus Salam (1926–1996)
- Mari Gel-Man (1929– )
- Riazudin (1930– )
- Rodžer Penrouz (1931– )
- Džordž Sudaršan (1931– )
- Šeldon Li Glašou (1932– )
- Tom Kibl (1932– )
- Stiven Vajnberg (1933– )
- Džeral Guralnik (1936–)
- Sidni Koleman (1937–2007)
- Karl Ričard Hejgen (1937–)
- Ratko Janev (1939– )
- Leonard Saskind (1940– )
- Majkl Beri (1941– )
- Bertrand Halperin (1941–)
- Stiven Hoking (1942–2018)
- Aleksandar Poljakov (1945–)
- Gerard 't Hoft (1946– )
- Dejkob Bekenštajn (1947–)
- Robert B. Laflin (1950–)
- Edvard Viten (1951– )
- Savas Dimopoulos (1952– )
- Li Smolin (1955– )
- Brajan Grin (1963– )

## Napomene
1. ↑  Postoje izvesne rasprave o tome da li ili ne teorijska fizika koristi matematiku za izgradnju intuicije i ilustrativnosti za izdvajanje fizičkog uvida (pogotovo kada normalno iskustvo zakaže), pre nego kao sredstvo u formaliziranju teorije. Ovo se vezuje na pitanje o tome korištenjem matematike u manje formalno rigoroznoj meri, a više intuitivno ili na heuristički način nego, recimo, matematička fizika.
2. ↑  Ponekad se reč „teorija” može koristiti dvosmisleno u ovom smislu, ne da opiše naučne teorije, nego za istraživanje (pod)polja i programa. Primeri: teorija relativnosti, teorija kvantnog polja, teorija struna.
3. ↑  Rad Džona Balmera i Johanesa Ridberga u spektroskopiji, i poluempirijska formula mase nuklearne fizike dobri su kandidati za primere ovog pristupa.
4. ↑  Ptolomejski i Kopernikovi modeli Sunčevog sistema, Borov model vodonikovih atoma i model nuklearne ljuske dobri su kandidati za primere ovog pristupa.
5. ↑  Ovo su verovatno najslavnije teorije u fizici: Njutnova teorija gravitacije, Ajnštajnova teorija relativnosti i Maksvelova teorija elektromagnetizma dele neke od ovih atributa.
6. ↑  Ovaj pristup često preferiraju (čisti) matematičari i matematički fizičari.

## Literatura
- Physical Sciences. Encyclopædia Britannica (Macropaedia). 25 (15th изд.). 1994.
- Duhem, Pierre. "La théorie physique - Son objet, sa structure," (in French). 2nd edition - 1914. English translation: "The physical theory - its purpose, its structure,". Republished by Joseph Vrin philosophical bookstore. 1981.  9782711602216..
- Feynman, et al. "The Feynman Lectures on Physics" (3 vol.). First edition: Addison–Wesley, (1964, 1966).
- Landau et al. "Course of Theoretical Physics".
- Longair, MS. "Theoretical Concepts in Physics: An Alternative View of Theoretical Reasoning in Physics". Cambridge University Press; 2d edition (4 Dec 2003).  978-0521528788.
- Planck, Max. . Library of Alexandria. "Eight Lectures on theoretical physics". 1909. ISBN 9781465521880..
- Sommerfeld, Arnold. "Vorlesungen über theoretische Physik" (Lectures on theoretical physics); German, 6 volumes.

## Spoljašnje veze
- Timeline of Theoretical Physics
- MIT Center for Theoretical Physics
- How to become a GOOD Theoretical Physicist Архивирано на веб-сајту  (29. јун 2016), a website made by Gerard 't Hooft
- Theory of longitudinal and transversal angular momentums